# Joel O'Keeffe
Joel O'Keeffe, est le chanteur - guitariste du groupe Airbourne, né « quelque part dans les années 80 », le 6 septembre 1982.

## Biographie
Originaire de Warrnambool dans l'état de Victoria en Australie, et à l'âge de 9 ans, Joel s'est rapidement voué une passion pour le rock 'n' roll. Cependant la principale activité du jeune Joel était de dévorer les albums qu'il avait dérobés à son oncle parti à Sydney : Rose Tattoo, AC/DC, The Angels, Billy Thorpe et The Aztecs, Cold Chisel et tant d'autres...
À l'âge de 11 ans, Joel eut sa première guitare et commença à essayer d'imiter les riff de ses idoles comme Angus Young. Son jeune frère Ryan tomba sous le charme de la collection d'albums de Joel. Peu après, Ryan s'étant mis à la batterie et son frère continuant la guitare, ils commencèrent à répéter des week-ends entiers au plus grand déplaisir de leurs voisins qui envoyaient constamment la police au domicile des O'Keeffe pour les supplier de baisser le son.
Comme son illustre prédécesseur (et modèle) Angus Young, Joël est réputé pour sa capacité à se déchaîner sur scène : il grimpe aux structures de la scène qui tiennent les projecteurs pour y réaliser des solos à plus de trente mètres de hauteur et sans protection (par exemple au Wacken Open Air en 2008 durant la chanson girls in black ou durant le Woodstock Festival Poland, en 2011 durant la chanson Blackjack). Il peut réaliser des solos également sur les épaules d'un vigile à travers le public, voire parfois  en ouvrant son passage tout seul, le plus souvent pendant le morceau girls in black. Il « se frappe » une canette contre la tête jusqu'à ce que celle-ci s'ouvre. Il a déjà réalisé des solos sur les amplis placés entre la scène et le public. Il « offre à boire » au public en lançant des canettes de bière dans les premiers rangs. Lors du WOA (Wacken Open Air) de 2011, une place pour un concert du groupe était scotchée sur la canette lancée par Joël (lors du morceau cheap wine and cheaper women) dans le public. Cette même canette a atterri dans le dos d'un vigile, qui l'a relancée dans le public. Par la suite, il remplacera les canettes par des verres en plastique que les spectateurs s'amusent à rattraper. A la mémoire de Lemmy Kilmister (son idole), il prépare des coca-whisky avec du Jack Daniel's qu'il partage avec les membres du groupe et les spectateurs (il partage aussi le vin lors du morceau cheap wine and cheaper women).

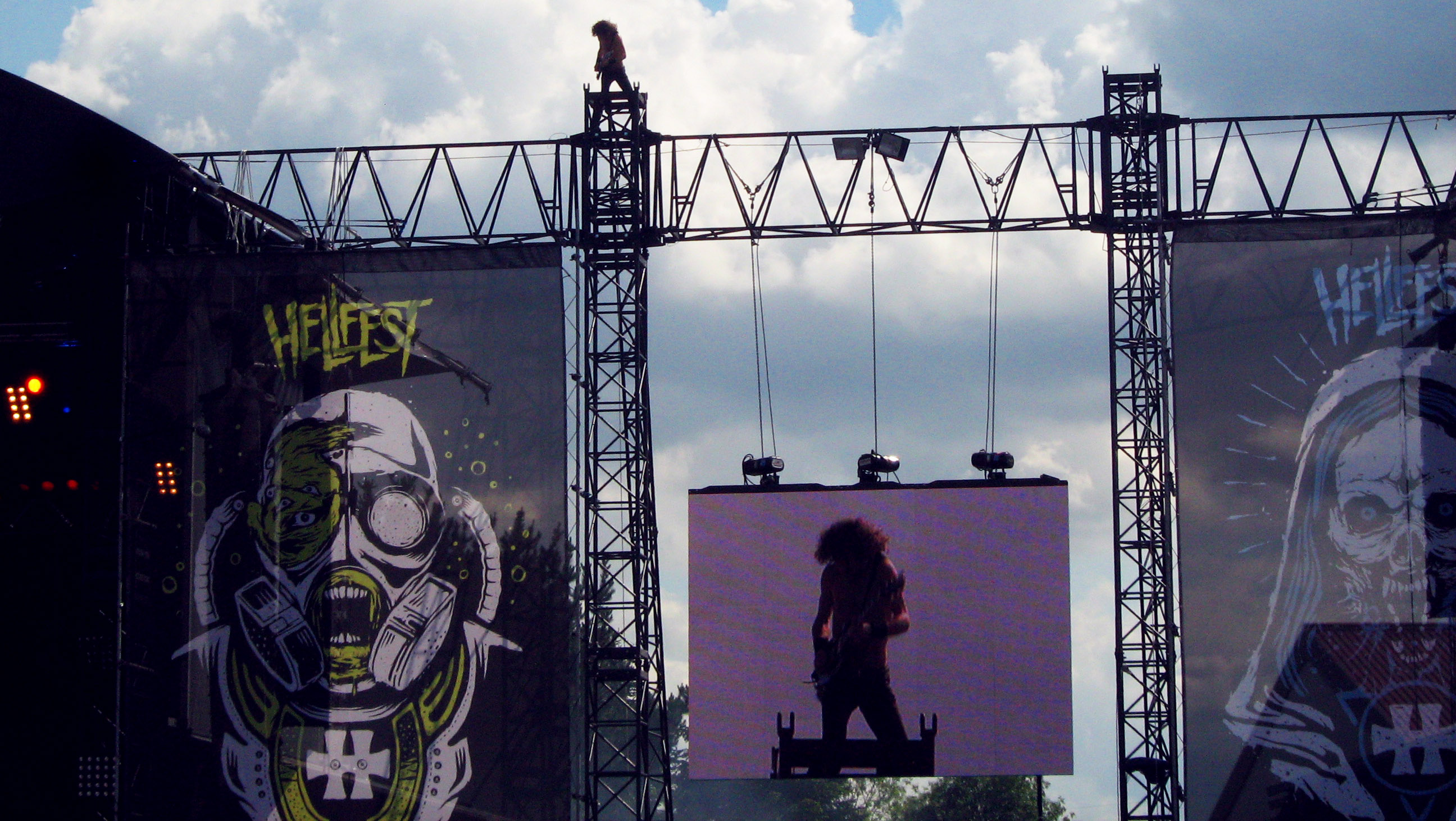
Joel O'Keeffe au Hellfest 2010
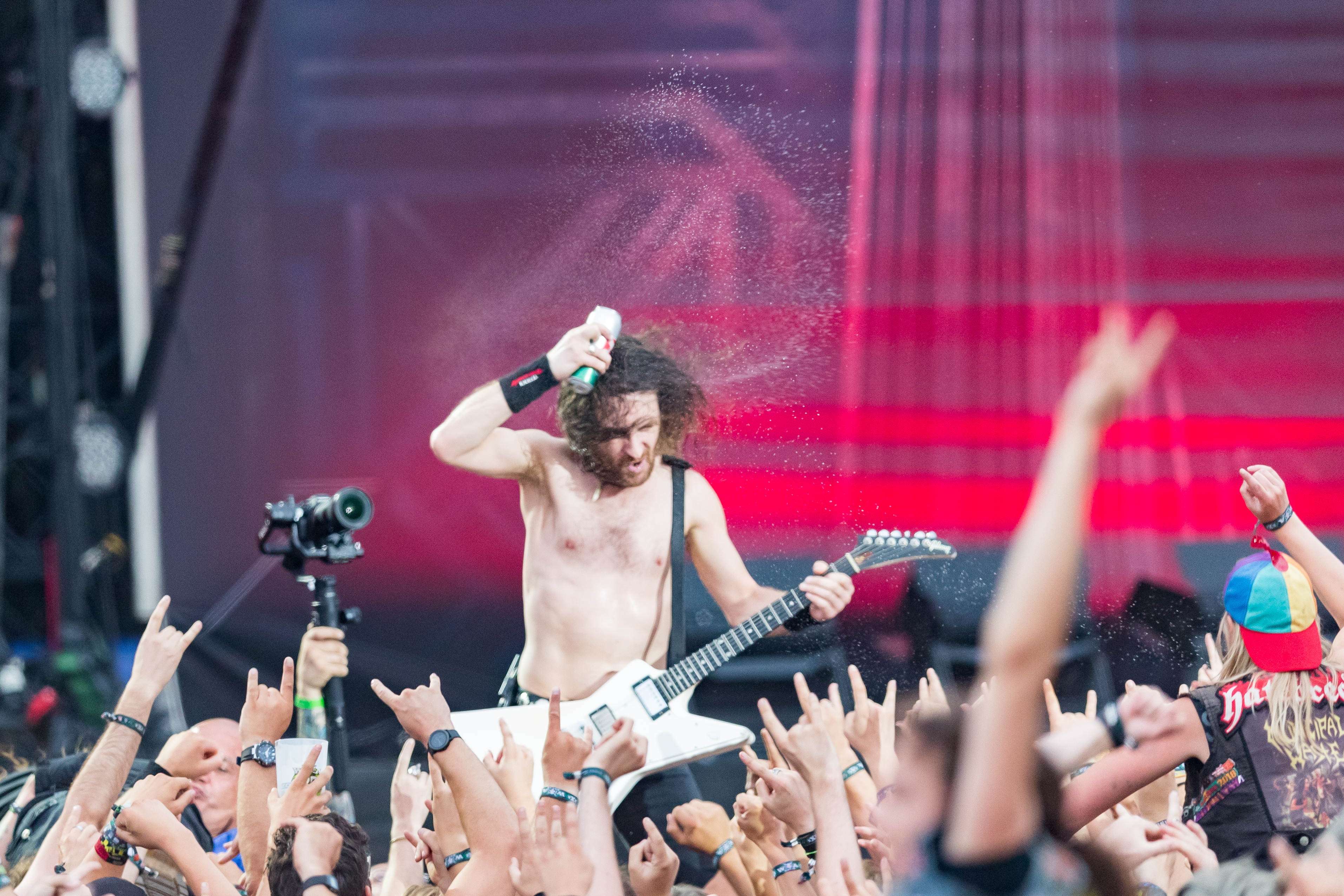
Joel O'Keeffe se frappant avec une canette
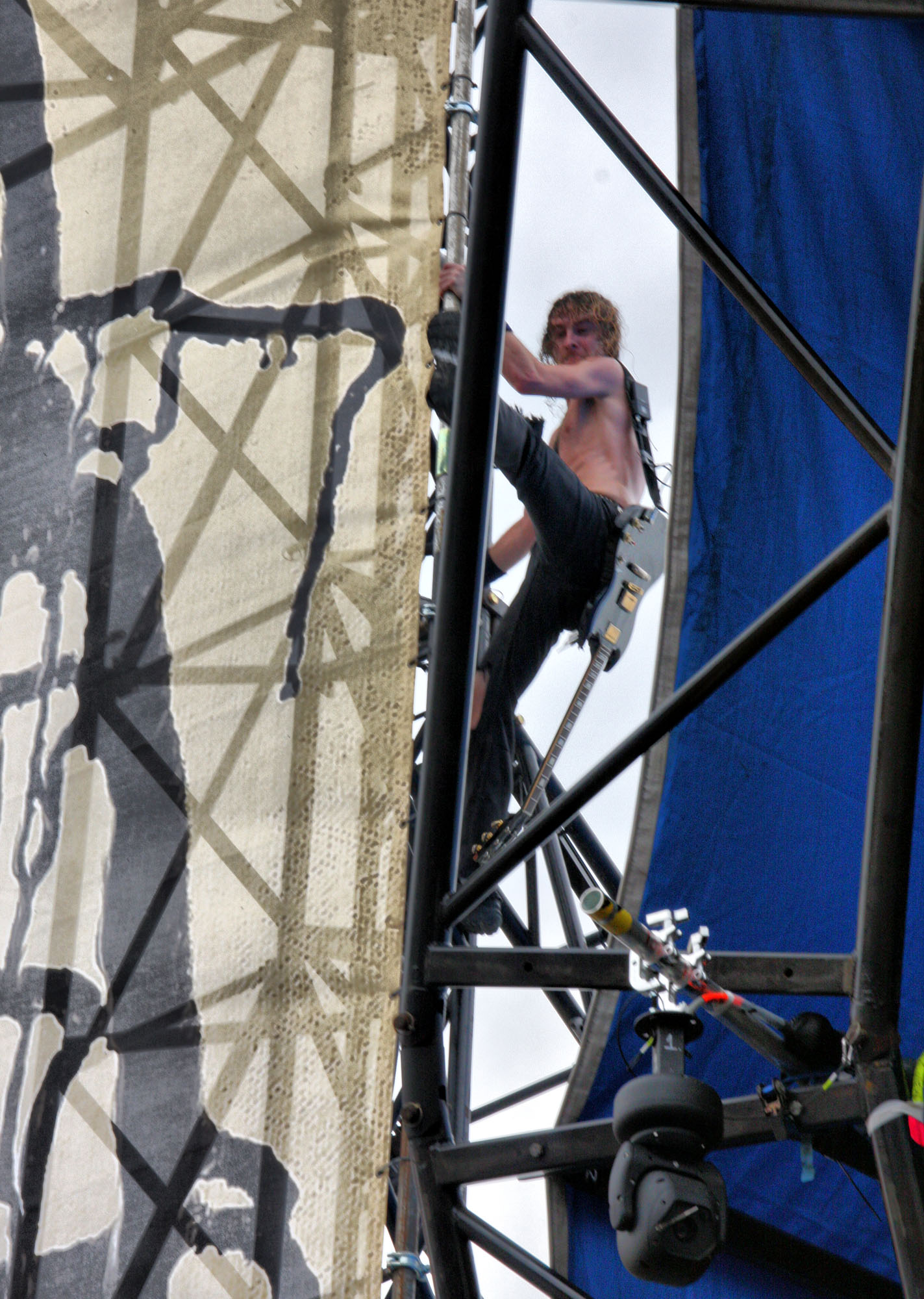
Sur la structure de la scène